# Lehner (Familienname)
Lehner ist ein Familienname, der in Süddeutschland, Österreich und der Schweiz zu den häufigsten Familiennamen gehört.
Der Lehner war der Aufsitzer auf einem Lehen.

## Varianten
- Lechner

sowie zahlreiche Komposita wie:
- Mühllehner
- Mooslehner
- Bachlehner
- Rosenlehner

## Namensträger

### A
- Albert Lehner (* 1954), deutscher Historiker
- Alfred Lehner (Regisseur) (1913–1997), österreichischer Regisseur, Drehbuchautor und Produzent
- Alfred Lehner (Manager) (* 1936), deutscher Bankmanager und Sportfunktionär
- Alfred Lehner (Rennfahrer), deutscher Motorradrennfahrer
- Alfried Lehner (1936–2019), deutscher Soldat, Lyriker, Essayist und Freimaurer
- Andrea Lehner-Hartmann (* 1961), österreichische römisch-katholische Theologin, Religionspädagogin und Hochschullehrerin
- Angela Lehner (* 1987), österreichische Schriftstellerin

### B
- Bernhard Lehner (* 1953), Schweizer Filmeditor, Kameramann und Hochschulprofessor

### C
- Carl Lehner (1871–1969), deutscher Fernmeldetechniker und Fabrikant
- Christian F. Lehner (* 1956), Schweizer Biologe

### E
- Ernst Lehner (1912–1986), deutscher Fußballspieler
- Eugene Lehner (Jenö Léner, Eugen Lehner; 1906–1997), US-amerikanischer Bratschist und Hochschullehrer österreichischer Herkunft

### F
- Franz Lehner (Soziologe) (* 1946), Schweizer Soziologe
- Franz Lehner, Pseudonym von Carlo Brunner (* 1955), Schweizer Komponist und Kapellmeister
- Franz Lehner (Wirtschaftsinformatiker) (* 1958), österreichischer Wirtschaftsinformatiker
- Franz Xaver Lehner (1904–1986), deutscher Komponist und Hochschullehrer
- Friedrich Lehner (1900–1979), deutscher Ingenieur und Verkehrsplaner
- Friedrich August Lehner (1824–1895), deutscher Kunsthistoriker und Museumsdirektor
- Fritz Lehner (Komponist) (eigentlich Friedrich Georg; 1872–1952), deutscher Kapellmeister und Komponist
- Fritz Lehner (Germanist) (1893–1961), US-amerikanischer Germanist und Romanist österreichischer Herkunft, 1938 in die USA emigriert
- Fritz Lehner (Politiker) (1898–nach 1948), Schweizer Lehrer und Politiker
- Fritz Lehner (Unternehmer) (1908–1990), deutscher Fernmeldetechniker und Unternehmer
- Fritz Lehner (* 1948), österreichischer Regisseur

### G
- Gerald Lehner (Journalist) (* 1963), österreichischer Journalist und Autor
- Gerald Lehner (Schiedsrichter) (1968–2016), österreichischer Fußballschiedsrichter
- Gerold Lehner (* 1962), österreichischer evangelisch-lutherischer Theologe
- Gilbert Lehner (1844–1923), österreichischer Theaterdekorationsmaler
- Grete Bibring-Lehner (1899–1977), österreichisch-amerikanische Psychoanalytikerin
- Gunthar Lehner (1918–2014), deutscher Journalist und Hörfunkdirektor

### H
- Hans Lehner (Archäologe) (1865–1938), deutscher Provinzialrömischer Archäologe
- Hans Lehner (Architekt) (1892–1948), Schweizer Architekt
- Hans Heinz Lehner (* 1940), deutscher Politiker (CDU)
- Heinz Lehner (* 1950), österreichischer Politiker (SPÖ)
- Helga Lehner (* 1944), deutsche Schauspielerin und Synchronsprecherin
- Helmuth Lehner (* 1968), österreichischer Sänger, Gitarrist und Komponist
- Hubertus Lehner (1907–2006), deutscher Maler
- Hugo Lehner (1902–1952), Schweizer Militärpatrouillenläufer und Filmschauspieler

### I
- Ida Lehner (1873–1933), Schweizer Arbeiterinnensekretärin
- Innozenz Lehner (1917–2000), Schweizer Politiker (CVP)

### J
- Johann Lehner (Politiker) (1827–1897), deutscher Jurist, Amtsgerichtssekretär und Politiker, MdR
- Johann Lehner (Mordopfer) (1901–1919), deutscher Eisendreher und Mordopfer
- Johann Lehner (Bildhauer), Bildhauer und Firmengründer
- Johann Baptist Lehner (1890–1971), deutscher römisch-katholischer Priester, Heimatforscher und Diözesanarchivar
- Josef Lehner (* 1972), deutscher Eishockeyspieler
- Joseph Lehner (1912–2013), US-amerikanischer Mathematiker
- Julia Lehner (* 1954), deutsche Politikerin
- Jutta Lehner, deutsche Fußballspielerin

### K
- Karin Lehner (* 1958), österreichische Historikerin und Journalistin
- Karl Lehner (Schriftsteller) (Pseudonym Peterjosi; 1894–1978), Schweizer Chronist, Mundartschriftsteller und Museumskurator
- Karl-Heinz Lehner, österreichischer Opernsänger (Bassbariton)

### L
- Leo Lehner (1900–1981), österreichischer Komponist und Musikpädagoge
- Lilia Lehner (* 1978), deutsche Schauspielerin
- Ludwig Lehner (1907–1997), deutscher Missionsarzt und Medizinaldirektor

### M
- Manfred Lehner (* 1963), österreichischer Klassischer Archäologe
- Marie Luise Lehner (* 1995), österreichische Autorin
- Mario Lehner (1950–2010), deutscher Sänger
- Mark Lehner (* 1950), US-amerikanischer Ägyptologe
- Martin Lehner (* 1958), österreichischer Pädagoge und Autor
- Max Lehner (Politiker, I), deutscher Politiker, MdL Bayern
- Max Lehner (Politiker, 1906) (1906–1975), deutscher Politiker, Oberbürgermeister von Freising
- Michael Lehner (Jurist) (* 1954), deutscher Sportrechtler
- Michael Lehner (Voltigierer) (* 1967), Voltigierweltmeister
- Moris Lehner (* 1949), deutscher Steuerjurist

### O
- Oskar Lehner (* 1955), österreichischer Rechtswissenschaftler
- Otto Lehner (1893–1981), österreichischer Politiker (ÖVP)
- Otto Lehner (Radsportler) (1898–1977), Schweizer Radrennfahrer

### P
- Paul Lehner (1920–1967), US-amerikanischer Baseballspieler
- Peter Lehner (1922–1987), Schweizer Lyriker
- Peter Lehner (Politiker) (* 1969), österreichischer Politiker
- Philipp Lehner (* 1975), schweizerischer Fußballspieler

### R
- Ray Lehner (* 1972), US-amerikanischer Rugby-Union-Spieler
- Renate Lehner (* 1969), österreichische Judoka
- René Lehner (* 1955), Schweizer Comiczeichner
- Robert Lehner (* 1950), österreichischer Maler
- Robin Lehner (* 1991), schwedischer Eishockeytorwart
- Rudolf Lehner (Komponist, 1835) (1835–1899), österreichischer Lehrer, Chorleiter und Komponist
- Rudolf Lehner (Komponist, 1868) (1868–1927), österreichischer Lehrer, Chorleiter und Komponist
- Rudolf Lehner (Physiker) (1908–1991), österreichischer Physiker
- Rudolf Lehner (Funktionär) (1928–2008), deutscher Lehrer und Verbandsfunktionär
- Rudolf Julius Lehner (1883–1922), österreichischer Beamter, Schriftsteller, Lyriker und Chorleiter

### S
- Stefan Lehner (Handballspieler) (* 1985), österreichischer Handballspieler
- Stefan Lehner (Pokerspieler), österreichischer Pokerspieler
- Stephan Lehner (1877–1947), deutscher Ethnologe und evangelisch-lutherischer Missionar
- Susanne Lehner (* 1985), deutsche Ingenieurin

### T
- Thomas Jean Lehner (* 1944 als Hans Thomas Stephan Walter Lehner), deutscher Journalist, Autor und Maler
- Tobias Lehner (* 1974), deutscher Künstler

### U
- Ulrich Lehner (* 1946), deutscher Manager
- Ulrich Lehner (Diplomat) (* 1954), Schweizer Diplomat
- Ulrich L. Lehner (* 1976), römisch-katholischer Theologe und Hochschullehrer

### V
- Verena Lehner (1862–1945), Schweizer Bäuerin, Wahrsagerin und verurteilte Giftmörderin

### W
- Walter Lehner (1926–2005), österreichischer Politiker (ÖVP)
- Waltraud Lehner (* 1968), deutsche Regisseurin
- Wolf Lehner (* 1947), deutscher Rechtsextremist
- Wolfgang Lehner (Kameramann) (* 1959), österreichischer Kameramann
- Wolfgang Lehner (Moderator) (* 1968), österreichischer Radiomoderator
- Wolfgang Lehner (Informatiker) (* 1969), deutscher Informatiker und Hochschullehrer
- Wolfgang Lehner (Theologe) (* 1972), deutscher katholischer Theologe